# 大黄素
大黄素，学名1,3,8-三羟基-6-甲基蒽醌。以游离和苷形式存在于蓼科植物掌叶大黄、大黄、唐古特大黄的根茎及根中。橘黄色结晶。熔点256～257℃。能真空升华(1,600帕)。溶于乙醇、氢氧化钠、碳酸钠、氨的水溶液中，微溶于乙醚、氯仿、四氯化碳、苯，几乎不溶于水。其三醋酸酯为黄色结晶，熔点197℃。其3-甲醚 (亦称大黄素甲醚)为深红色针状结晶，熔点207℃。可由植物提取或通过化学合成。

## 用途
该品可用作泻药，大黄素虽有泻下活性，但由于体内易被氧化破坏，实际上泻下作用很弱，如与糖结合成苷类，则可发挥泻下作用。大黄素-1-O-β-D-葡萄糖苷和大黄素-8-O-β-D-葡萄糖苷者是大黄素与葡萄糖结合的苷，二者只是结合的位置不同，同时存在于大黄中。

## 生产方法
大黄素广泛存在于植物性泻药，如大黄的根莖、蘆薈的葉子、决明 的種子中、鼠李的树皮和根皮。從大黄的根茎可提取大黄素。通过合成也可以制备大黄素，例如以2-甲基蒽醌，或以3，5-二硝基苯酐和间甲酚为原料，者可以制得大黄素。

## 外部連結
- 大黃素 Emodin （页面存档备份，存于） 中草藥化學圖像數據庫 (香港浸會大學中醫藥學院) （中文）（英文）